# Pełzaki: Gdzie jest bobas?
Pełzaki: Gdzie jest bobas? (ang. The Rugrats Movie) – film animowany wyprodukowany w 1998 roku przez Paramount Pictures. Został wyreżyserowany przez Nortona Virgiena i Igora Kovaljova. W 2000 roku wyświetlono jego kontynuację, Pełzaki w Paryżu, a w 2003 kolejną – Pełzaki szaleją.